# Abdirizak Haji Hussein
Abdirizak Haji Hussein, né le 24 décembre 1924 à Galkacyo (Somalie) et mort le 31 janvier 2014 à Minneapolis (Minnesota, États-Unis), est un homme politique et un diplomate somalien.

## Biographie

### Avant l'indépendance
Officier dans l'armée britannique de 1942 à 1949, il se joint à la Ligue de la jeunesse somalie (LJS) en 1944. Il est emprisonné pendant six mois en 1950 pour avoir manifesté pour l'indépendance de la Somalie. Il est élu conseiller municipal de Galkacyo lors des premières élections municipales somaliennes, en 1954. L'année suivante, il devient secrétaire général de la LJS, puis est élu à l'Assemblée nationale en 1959,.

### Postes ministériels
De 1960 à 1962, il occupe le poste de ministre de l'Intérieur dans le gouvernement d'Abdirashid Ali Shermarke, puis celui de ministre du Travail et des Communications de 1962 à 1964,.
À l'issue des élections générales de 1964, il est choisi par le président Aden Abdullah Osman Daar pour devenir premier ministre. Il le reste jusqu'aux élections de 1967, qui donnent le pouvoir à Shermarke. Il fonde le Mouvement populaire d'action démocratique,.

### Après le coup d'État de 1969
En 1969, un coup d'État militaire est déclenché en Somalie. Hussein est emprisonné jusqu'en 1973. L'année suivante, il est nommé représentant de la Somalie auprès des Nations unies, poste qu'il occupe jusqu'en 1979,
En 2001, il dirige brièvement la Commission nationale de réconciliation créée par le Gouvernement national de transition.